# Alberto Rossel
Alberto Rossel Contreras (Lima, 26 de enero de 1978) es un boxeador peruano, categoría de peso minimosca.
Es el quinto de los cinco hijos de Julia Contreras (nacida en Cuzco) y Victor Rossel (nacido en Cerro de Pasco). Durante su niñez vivió en Talara, Piura, y posteriormente se mudó al Distrito de Villa El Salvador.[cita requerida] Es apodado «El Chiquito» Rossel.
Ostenta un tetracampeonato nacional, y múltiples distinciones continentales, como la medalla de bronce en los juegos Panamericanos de Mar del Plata, en Argentina, en 1995. Asimismo, ganó el Campeonato Preolímpico Sudamericano en Buenos Aires, Argentina en 1996, lo cual le permitió ser el único boxeador peruano presente en los Juegos Olímpicos de Atlanta 1996, donde perdió contra el chino Yang Xiangzhong en primera ronda. En el año 2010 disputó sin fortuna el título mundial en México.
En Lima, el sábado 14 de abril de 2012, disputó el título mundial interino en la categoría de peso minimosca de la Asociación Mundial de Boxeo (AMB) frente al entonces campeón, el mexicano José «Torito» Rodríguez, venciéndolo por decisión unánime (110-118, 113-115, 112-116), convirtiéndose así en el campeón mundial interino. Es actualmente el boxeador profesional número 1 del Perú. Asimismo, es el primer campeón mundial interino de boxeo masculino que tiene el Perú.
En Lima, el sábado 16 de marzo de 2013, retuvo el título interino de peso minimosca de la AMB, defendiendo el título por segunda vez.
Una vez más, en Lima, el sábado 28 de septiembre de 2013, retuvo el título interino de peso minimosca de la AMB, defendiéndolo por tercera vez.
El 14 de julio de 2014, luego de meses después de que el campeón regular de la división Kazuto Ioka y el supercampeón Román González subieran de categoría, Rossel sería elevado como campeón regular minimosca de la WBA.
El peruano Alberto ‘Chiquito’ Rossel no pudo con el japonés Ryoichi Taguchi y perdió su título mundial de la categoría minimosca de la AMB. El boxeador fue derrotado tras el duodécimo asalto y por decisión de los jueces. La pelea se llevó a cabo el 31 de diciembre de 2014 en Japón.
Actualmente es entrenador técnico en la Federación Deportiva Peruana de Boxeo.